# Zethes laudatus
Zethes laudatus är en fjärilsart som beskrevs av Arnold Pagenstecher 1888. Zethes laudatus ingår i släktet Zethes och familjen nattflyn. Inga underarter finns listade i Catalogue of Life.